# Mahón (tejido)

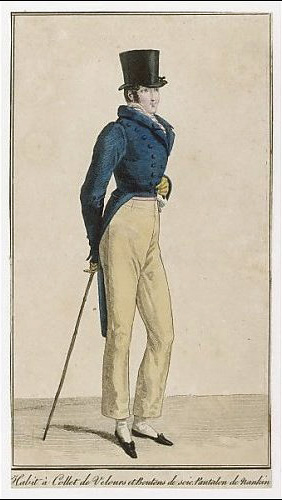
Pantalones de nanquín hacia 1818.

El mahón o nanquín es un tipo de tela de color anteado —amarillo pálido—, fabricada originalmente en Nankín a partir de una variedad amarilla de algodón. Posteriormente fabricada a partir de algodón ordinario que luego es sometido a un proceso de teñido.
El origen del término mahón se debe a que los ingleses transbordaban los cargamentos de esta tela desde China por la ciudad española de Mahón.[cita requerida]

## Usos derivados
Mahón también se refiere a:
- Pantalones de mahón (singular o plural).
- Un color amarillo pálido o beis, el color mahón.
- El encaje de bolillos de seda cruda (por lo general en plural).
- Una especie de porcelana, generalmente de color azul y negro de estilo chino, originalmente exportada a Europa desde Nankín y luego copiada por los alfareros europeos.
- El mahón azul fue ampliamente utilizado para trabajos pesados por obreros, campesinos, pescadores, etc. Se fabricaba principalmente en Vergara (España). Este tipo de mahón se producía con unos estarcidos —originalmente hechos de madera y tallados a mano, actualmente se fabrican de papel grueso— en los que se aplica a través de sus aberturas una mezcla de harina de arroz y cal apagada sobre la tela de algodón. Una vez seca, la tela se sumerge en numerosas ocasiones en grandes tinas que contienen el colorante índigo. Después de obtener el color deseado la pasta se desprende, revelando los patrones blancos de la tela azul. Luego el tejido se lava, se seca y plancha antes de su utilización en otros medios.  Este tipo de tejido representa una de las muchas formas de arte chino en rápida desaparición.